# بايا الهاشمي
بايا الهاشمي مخرجة ومنتجة وصحافية جزائرية-سويسرية. اشتهرت بأنها مخرجة المسلسل التليفزيوني المكتوب والقضاء والقدر. كانت أيضًا ناشطة من أجل استقلال الجزائر.

## الحياة الشخصية
استقرت حاليًا في كيبيك عام 2005. في غضون ذلك، أكملت درجة البكالوريوس في الدراسات الأدبية من جامعة كيبيك في مونتريال. ثم شاركت في عدة منظمات، مثل "إيقاف المورد". 

## مسار مهني
كثيرا ما تُعرف باسم "الصحفية الأولى والأولى في الإذاعة الجزائرية". في عام 1975، قدمت المسلسل وجوه النساء الذي تم بثه حتى عام 1977. ثم كمنتجة، صنعت المكتوب، والقضاء والقدار عام 2003، والقلادة، وتحد إمراءى عام 2014. بتوجيه من وزيرة الثقافة نادية العبيدي، أنشأ بايا منصة منزل الفنان ("بيت الفنان").  في عام 2003، قدمت المسلسل التلفزيوني قدر. في نفس العام بدأت فيلمها الذي كان يرتكز على حرب التحرير الوطنية ووقعت الأحداث بين عام 1932 واستقلال الجزائر.  في عام 2007، أخرجت الفيلم الوثائقي ماميا الشنتوف: ناشطة الساعة الأولى عن حياة ماميا الشنتوف، أول صحفية باريسية. 

## فيلموغرافيا
| عام  | فيلم                      | دور        | النوع          |
| ---- | ------------------------- | ---------- | -------------- |
| 1977 | محيا دي النساء            | مخرج       | فيلم تلفزيوني  |
| 1983 | المواطنون يواجهون العدالة | مخرج       | فيلم تلفزيوني  |
| 1995 | إل تيكو ديل موندو         | مساعد مخرج | فيلم           |
| 2003 | المكتوب                   | منتج       | مسلسل تلفزيوني |
| 2003 | القضاء والقدر             | منتج       | مسلسل تلفزيوني |
| 2014 | القلعة                    | مخرج       | مسلسل تلفزيوني |
| 2014 | تحدي امراءى               | مخرج       | مسلسل تلفزيوني |

## روابط خارجية
- بايا الهاشمي في قاعدة بيانات الأفلام على الإنترنت